# Lista de recordes da Major League Baseball em corridas
No beisebol, uma corrida (run) é anotada quando um jogador avança a salvo em volta da primeira, segunda e terceira bases e retorna a salvo ao home plate, antes que três eliminações sejam efetuadas. Um jogador pode anotar rebatendo um home run ou por qualquer combinação de jogadas que o ponha salvo “em base” (isto é, na primeira, segunda ou terceira) como um corredor e em seguida o traga à home. O objetivo do jogo é um time anotar mais corridas que o oponente. Esta lista descreve diversos recordes em corridas anotadas.
Jogadores denotados em negrito ainda estão ativos.
(r) denota um jogador estreante (rookie).

## 1800+ corridas anotadas na carreira
| Jogador          | Corridas | Times e temporadas |
| ---------------- | -------- | --- |
| Rickey Henderson | 2295     | Oakland Athletics (1979–84, 89–93, 94–95, 98), New York Yankees (1985–89), Toronto Blue Jays (1993), San Diego Padres (1996–97, 2001), Anaheim Angels (1997), New York Mets (1999–2000), Seattle Mariners (2000), Boston Red Sox (2002), Los Angeles Dodgers (2003) |
| Ty Cobb          | 2245     | Detroit Tigers (1905–26), Philadelphia Athletics (1927–28) |
| Barry Bonds      | 2227     | Pittsburgh Pirates (1986–92), San Francisco Giants (1993–2007) |
| Babe Ruth        | 2174     | Boston Red Sox (1914–19), New York Yankees (1920–34), Boston Braves (1935) |
| Hank Aaron       | 2174     | Mil-Atl Braves (1954–74), Milwaukee Brewers (1975–76) |
| Pete Rose        | 2165     | Cincinnati Reds (1963–78, 84–86), Philadelphia Phillies (1979–83), Montréal Expos (1984) |
| Willie Mays      | 2062     | NY-SF Giants (1951–52, 54–72), New York Mets (1972–73) |
| Alex Rodriguez   | 2021     | Seattle Mariners (1994–2000), Texas Rangers (2001–03), New York Yankees (2004–2013, 2015-16) |
| Cap Anson        | 1996     | Rockford Forest Citys (1871), Philadelphia Athletics (1872–75), Chicago Cubs (1876–97) |
| Stan Musial      | 1949     | St. Louis Cardinals (1941–44, 46–63) |
| Derek Jeter      | 1923     | New York Yankees (1995-2014) |
| Lou Gehrig       | 1888     | New York Yankees (1923–39) |
| Tris Speaker     | 1882     | Boston Red Sox (1907–15), Cleveland Indians (1916–26), Washington Senators (1927), Philadelphia Athletics (1928) |
| Mel Ott          | 1859     | New York Giants (1926–47) |
| Craig Biggio     | 1844     | Houston Astros (1988–2007) |
| Frank Robinson   | 1829     | Cincinnati Reds (1956–65), Baltimore Orioles (1966–71), Los Angeles Dodgers (1972), California Angels (1973–74), Cleveland Indians (1974–76) |
| Eddie Collins    | 1821     | Philadelphia Athletics (1906–14, 27–30), Chicago White Sox (1915–26) |
| Carl Yastrzemski | 1816     | Boston Red Sox (1961–83) |

### Jogadores ativos com 1500+ corridas anotadas
(até 10 de outubro de 2016)
| Jogador        | Corridas | Times e temporadas |
| -------------- | -------- | --- |
| Albert Pujols  | 1670     | St. Louis Cardinals (2001-2011), Los Angeles Angels of Anaheim (2012-presente)                                                 |
| Carlos Beltrán | 1522     | Royals (1998-2004), Astros (2004), Mets (2005-2011), Giants (2011), Cardinals (2012-2013), Yankees (2014-2016), Rangers (2016) |

## Top 10 corridas anotadas na carreira por liga
| Jogador da Liga Americana | Corridas | Jogador da Liga Nacional | Corridas |
| ------------------------- | -------- | ------------------------ | -------- |
| Ty Cobb                   | 2245     | Barry Bonds              | 2227     |
| Babe Ruth                 | 2161     | Pete Rose                | 2165     |
| Rickey Henderson          | 1939     | Hank Aaron               | 2107     |
| Alex Rodriguez            | 1991     | Willie Mays              | 2062     |
| Derek Jeter               | 1923     | Stan Musial              | 1949     |
| Lou Gehrig                | 1888     | Mel Ott                  | 1859     |
| Tris Speaker              | 1882     | Craig Biggio             | 1844     |
| Eddie Collins             | 1821     | Honus Wagner             | 1736     |
| Carl Yastrzemski          | 1816     | Cap Anson                | 1719     |
| Ted Williams              | 1798     | Paul Waner               | 1626     |

## 155 corridas anotadas em uma temporada
| Jogador        | Corridas | Time                     | Temporada |
| -------------- | -------- | ------------------------ | --------- |
| Billy Hamilton | 192      | Philadelphia Phillies    | 1894      |
| Babe Ruth      | 177      | New York Yankees         | 1921      |
| Lou Gehrig     | 167      | New York Yankees         | 1936      |
| Billy Hamilton | 166      | Philadelphia Phillies    | 1895      |
| Arlie Latham   | 163      | St. Louis Cardinals (AA) | 1887      |
| Babe Ruth      | 163      | New York Yankees         | 1928      |
| Lou Gehrig     | 163      | New York Yankees         | 1931      |
| Hugh Duffy     | 160      | Boston Beaneaters        | 1894      |
| Bobby Lowe     | 158      | Boston Beaneaters        | 1894      |
| Babe Ruth      | 158      | New York Yankees         | 1920      |
| Babe Ruth      | 158      | New York Yankees         | 1927      |
| Chuck Klein    | 158      | Philadelphia Phillies    | 1930      |
| Rogers Hornsby | 156      | Chicago Cubs             | 1929      |
| King Kelly     | 155      | Chicago White Stockings  | 1886      |
| Kiki Cuyler    | 155      | Chicago Cubs             | 1930      |

## Sete ou mais temporadas com 120 corridas anotadas
| Jogador                | Temporadas | Temporadas e times |
| ---------------------- | ---------- | --- |
| Lou Gehrig             | 12         | 1926–37 (New York Yankees)                                                                                            |
| Babe Ruth              | 11         | 1920–21, 23–24, 26–32 (New York Yankees)                                                                              |
| Sliding Billy Hamilton | 8          | 1889 (Kansas City Blues (AA)), 1890–92, 94–95 (Philadelphia Phillies), 1896–97 (Boston Beaneaters)                    |
| Jimmie Foxx            | 8          | 1929–30, 32–34 (Philadelphia Athletics), 1936, 38–39 (Boston Red Sox)                                                 |
| Ted Williams           | 8          | 1939–42, 46–49 (Boston Red Sox)                                                                                       |
| Alex Rodriguez         | 8          | 1996, 98, 2000 (Seattle Mariners), 2001–03 (Texas Rangers), 2005, 07 (New York Yankees)                               |
| Hugh Duffy             | 7          | 1889 (Chicago White Stockings), 1890 (Chicago Pirates (PL)), 1891 (Boston Reds (AA)), 1892–94, 97 (Boston Beaneaters) |
| Willie Keeler          | 7          | 1894–98 (Baltimore Orioles (NL)), 1899, 1901 (Brooklyn Superbas)                                                      |
| Charlie Gehringer      | 7          | 1929–30, 34–38 (Detroit Tigers)                                                                                       |
| Barry Bonds            | 7          | 1993, 96–98, 2000–01, 04 (San Francisco Giants)                                                                       |

### Cinco ou mais temporadas consecutivas com 120 corridas anotadas
| Jogador           | Temporadas | Temporadas e times                                                                                                |
| ----------------- | ---------- | --- |
| Lou Gehrig        | 12         | 1926–37 (New York Yankees)                                                                                        |
| Ted Williams      | 8          | 1939–42, 46–49 (Boston Red Sox)1                                                                                  |
| Babe Ruth         | 7          | 1926–32 (New York Yankees)                                                                                        |
| Hugh Duffy        | 6          | 1889 (Chicago White Stockings), 1890 (Chicago Pirates (PL)), 1891 (Boston Reds (AA)), 1892–94 (Boston Beaneaters) |
| Willie Keeler     | 6          | 1894–98 (Baltimore Orioles (NL)), 1899 (Brooklyn Superbas)                                                        |
| Jesse Burkett     | 5          | 1893–97 (Cleveland Spiders (NL))                                                                                  |
| Charlie Gehringer | 5          | 1934–38 (Detroit Tigers)                                                                                          |
| Mickey Mantle     | 5          | 1954–58 (New York Yankees)                                                                                        |

## Onze ou mais temporadas com 100 corridas anotadas
| Jogador            | Temporadas | Temporadas e times |
| ------------------ | ---------- | --- |
| Hank Aaron         | 15         | 1955–67, 69–70 (Mil-Atl Braves) |
| Lou Gehrig         | 13         | 1926–38 (New York Yankees) |
| Alex Rodriguez     | 13         | 1996–2000 (Seattle Mariners), 2001–03 (Texas Rangers), 2004–08 (New York Yankees)                                                                                |
| Derek Jeter        | 13         | 1996–2002, 04–07, 09–10 (New York Yankees) |
| Rickey Henderson   | 13         | 1980, 82–84, 90–91, 98 (Oakland Athletics), 85–86, 88 (New York Yankees), 89 (NY Yankees–Oak Athletics), 93 (Oak Athletics–Tor Blue Jays), 96 (San Diego Padres) |
| Charlie Gehringer  | 12         | 1927–30, 1932–38, 40 (Detroit Tigers) |
| Willie Mays        | 12         | 1954–65 (NY-SF Giants) |
| George Van Haltren | 11         | 1889 (Chicago White Stockings), 91–92 (Baltimore Orioles), 93 (Pittsburgh Pirates), 94–1900 (New York Giants)                                                    |
| Ty Cobb            | 11         | 1909–12, 15–17, 21, 23–24 (Detroit Tigers), 27 (Philadelphia Athletics)                                                                                          |
| Babe Ruth          | 11         | 1919 (Boston Red Sox), 1920–21, 23–24, 26–32 (New York Yankees)                                                                                                  |
| Jimmie Foxx        | 11         | 1929–30, 32–35 (Philadelphia Athletics), 36–40 (Boston Red Sox)                                                                                                  |
| Stan Musial        | 11         | 1943–44, 46–54 (St. Louis Cardinals) |

### Nove ou mais temporadas consecutivas com 100 corridas anotadas
| Jogador            | Temporadas | Temporadas e times                                                                                        |
| ------------------ | ---------- | --- |
| Lou Gehrig         | 13         | 1926–38 (New York Yankees)                                                                                |
| Hank Aaron         | 13         | 1955-1967 (Milwaukee Braves) (Atlanta Braves)                                                             |
| Alex Rodriguez     | 13         | 1996–2000 (Seattle Mariners), 2001–03 (Texas Rangers), 2004–08 (New York Yankees)                         |
| Willie Mays        | 12         | 1954–65 (NY-SF Giants)                                                                                    |
| Stan Musial        | 11         | 1943–44, 46–54 (St. Louis Cardinals)                                                                      |
| Billy Hamilton     | 10         | 1889 (Kansas City Blues (AA)), 1890–95 (Philadelphia Phillies), 1896–98 (Boston Beaneaters)               |
| George Van Haltren | 10         | 1891–92 (Baltimore Orioles), 93 (Pittsburgh Pirates), 94–1900 (New York Giants)                           |
| Harry Stovey       | 9          | 1883–89 (Philadelphia Athletics (AA)), 1890 (Boston Reds (PL)), 1891 (Boston Beaneaters)                  |
| Mickey Mantle      | 9          | 1953–61 (New York Yankees)                                                                                |
| Johnny Damon       | 9          | 1998–2000 (Kansas City Royals), 2001 (Oakland Athletics), 02–05 (Boston Red Sox), 2006 (New York Yankees) |

## Líder na liga em corridas anotadas, 5 ou mais temporadas
| Jogador          | Títulos | Anos e times                                                                          |
| ---------------- | ------- | ------------------------------------------------------------------------------------- |
| Babe Ruth        | 8       | 1919 (Boston Red Sox), 1920–21, 1923–24, 1926–28 (New York Yankees)                   |
| Ted Williams     | 6       | 1940–42, 46–47, 49 (Boston Red Sox)                                                   |
| Mickey Mantle    | 6       | 1954, 56–58, 60–61 (New York Yankees)                                                 |
| Ty Cobb          | 5       | 1909–11, 15–16 (Detroit Tigers)                                                       |
| George Burns     | 5       | 1914, 16–17, 19–20 (New York Giants)                                                  |
| Rogers Hornsby   | 5       | 1921–22, 24, 27 (St. Louis Cardinals), 29 (Chicago Cubs)                              |
| Stan Musial      | 5       | 1946, 48, 51–52, 54 (St. Louis Cardinals)                                             |
| Rickey Henderson | 5       | 1981, 90 (Oakland Athletics), 85–86 (New York Yankees), 89 (NY Yankees–Oak Athletics) |
| Alex Rodriguez   | 5       | 1996 (Seattle Mariners), 2001, 03 (Texas Rangers), 05, 07 (New York Yankees)          |
| Albert Pujols    | 5       | 2003-05,09-10 (St. Louis Cardinals)                                                   |

### Líder na liga em corridas anotadas, 3 ou mais temporadas consecutivas
| Jogador       | Títulos | Temporadas e times                              |
| ------------- | ------- | ----------------------------------------------- |
| Harry Stovey  | 3       | 1883-85 Philadelphia Athletics (AA)             |
| King Kelly    | 3       | 1884-85 Chicago White Stockings                 |
| Ty Cobb       | 3       | 1909-11 Detroit Tigers                          |
| Eddie Collins | 3       | 1912-14 Philadelphia Athletics                  |
| Babe Ruth     | 3       | 1919 (Boston Red Sox), 20-21 (New York Yankees) |
| Babe Ruth     | 3       | 1926-28 (New York Yankees)                      |
| Chuck Klein   | 3       | 1930-32 (Philadelphia Phillies)                 |
| Ted Williams  | 3       | 1940-42 (Boston Red Sox)                        |
| Mickey Mantle | 3       | 1956-58 (New York Yankees)                      |
| Pete Rose     | 3       | 1974-76 (Cincinnati Reds)                       |
| Albert Pujols | 3       | 2003-05 (St. Louis Cardinals)                   |
| Mike Trout    | 3       | 2012-14 (Los Angeles Angels)                    |

### Líder na liga em corridas anotadas, ambas as ligas
| Jogador        | Liga, time e ano                                         |
| -------------- | -------------------------------------------------------- |
| Frank Robinson | NL: Cincinnati Reds (1956), AL: Baltimore Orioles (1966) |

### Líder na liga em corridas anotadas, três times diferentes
| Jogador        | Times e anos                                                                   |
| -------------- | ------------------------------------------------------------------------------ |
| Rogers Hornsby | St. Louis Cardinals (1921–22, 24), New York Giants (1927), Chicago Cubs (1929) |
| Alex Rodriguez | Seattle Mariners (1996), Texas Rangers (2001, 03), New York Yankees (2005)     |

## 1000 corridas anotadas por um time em uma temporada
| Corridas | Time                  | Temporada |
| -------- | --------------------- | --------- |
| 1220     | Boston Beaneaters     | 1894      |
| 1143     | Philadelphia Phillies | 1894      |
| 1131     | St. Louis Cardinals   | 1887      |
| 1068     | Philadelphia Phillies | 1895      |
| 1067     | New York Yankees      | 1931      |
| 1065     | New York Yankees      | 1936      |
| 1062     | New York Yankees      | 1930      |
| 1041     | Chicago Colts         | 1894      |
| 1027     | Boston Red Sox        | 1950      |
| 1025     | Boston Beaneaters     | 1897      |
| 1021     | Brooklyn Grooms       | 1894      |
| 1011     | Philadelphia Phillies | 1893      |
| 1009     | Cleveland Indians     | 1999      |
| 1008     | Boston Beaneaters     | 1893      |
| 1004     | St. Louis Cardinals   | 1930      |
| 1002     | New York Yankees      | 1932      |

## Uma ou mais corridas anotadas em cada entrada do jogo
| Time                     | Data                   | Oponente              | Local2                    | Placar |
| ------------------------ | ---------------------- | --------------------- | ------------------------- | ------ |
| Cleveland Spiders        | 15 de Agosto de 1889   | Boston Beaneaters     | League Park               | 19–8   |
| Washington Senators (NL) | 22 de Junho de 1894    | Boston Beaneaters     | Boundary Field            | 26–12  |
| Cleveland Spiders        | 12 de Julho de 1894    | Philadelphia Phillies | League Park               | 20–10  |
| Chicago Colts            | 29 de Junho de 1897    | Louisville Colonels   | West Side Park            | 36–7   |
| Boston Americans         | 16 de Setembro de 1903 | Cleveland Indians     | Huntington Avenue Grounds | 14–7   |
| New York Giants          | 1 de Junho de 1923     | Philadelphia Phillies | Baker Bowl                | 22–8   |
| Cleveland Indians        | 7 de Julho de 19233    | Boston Red Sox        | League Park               | 27–3   |
| New York Yankees         | 26 de Julho de 1939    | St. Louis Browns      | Yankee Stadium            | 14–1   |
| Chicago White Sox        | 11 de Maio de 1949     | Boston Red Sox        | Comiskey Park             | 12–8   |
| St. Louis Cardinals      | 13 de Setembro de 1964 | Chicago Cubs          | Wrigley Field             | 15–2   |
| Chicago Cubs             | 1 de Setembro de 1978  | Houston Astros        | Wrigley Field             | 14-11  |
| Kansas City Royals       | 14 de Setembro de 1998 | Oakland Athletics     | Kauffman Stadium          | 16–6   |
| Colorado Rockies         | 5 de Maio de 1999      | Chicago Cubs          | Wrigley Field             | 13–6   |
| New York Yankees         | 29 de Abril de 2006    | Toronto Blue Jays     | Yankee Stadium            | 17–6   |
| Detroit Tigers           | 2 de Agosto de 2014    | Colorado Rockies      | Comerica Park             | 11–5   |